# Mouez Breiz
Mouez Breiz (« La voix de la Bretagne ») est un label discographique breton créé en 1952 par Hermann Wolf (1904-1976) à Quimper. 
Spécialisé dans la musique bretonne, Mouez Breiz assurera une petite production discographique mais de qualité pendant plus de 20 ans. La firme a produit plus de 300 références, en particulier des enregistrements de sonneurs des cercles celtiques (Tréteaux et Terroir, Erquy...), des bagadoù (Kemper, ar Meilhoù Glaz, Kerlenn Pondi, Quic-en-Groigne, Morlaix...) ou en couple et de chanteurs de kan ha diskan. Ces disques ont joué un rôle important auprès d'un grand nombre de jeunes musiciens, comme Alan Stivell, qui y ont puisé la matière du renouveau breton. Ils constituent désormais la mémoire sonore de la musique bretonne des années 1950 à 1970. Hermann Wolf, pionnier de la production musicale bretonne, offre ainsi un témoignage essentiel pour la musique bretonne.

## Historique

### Un passionné quimpérois

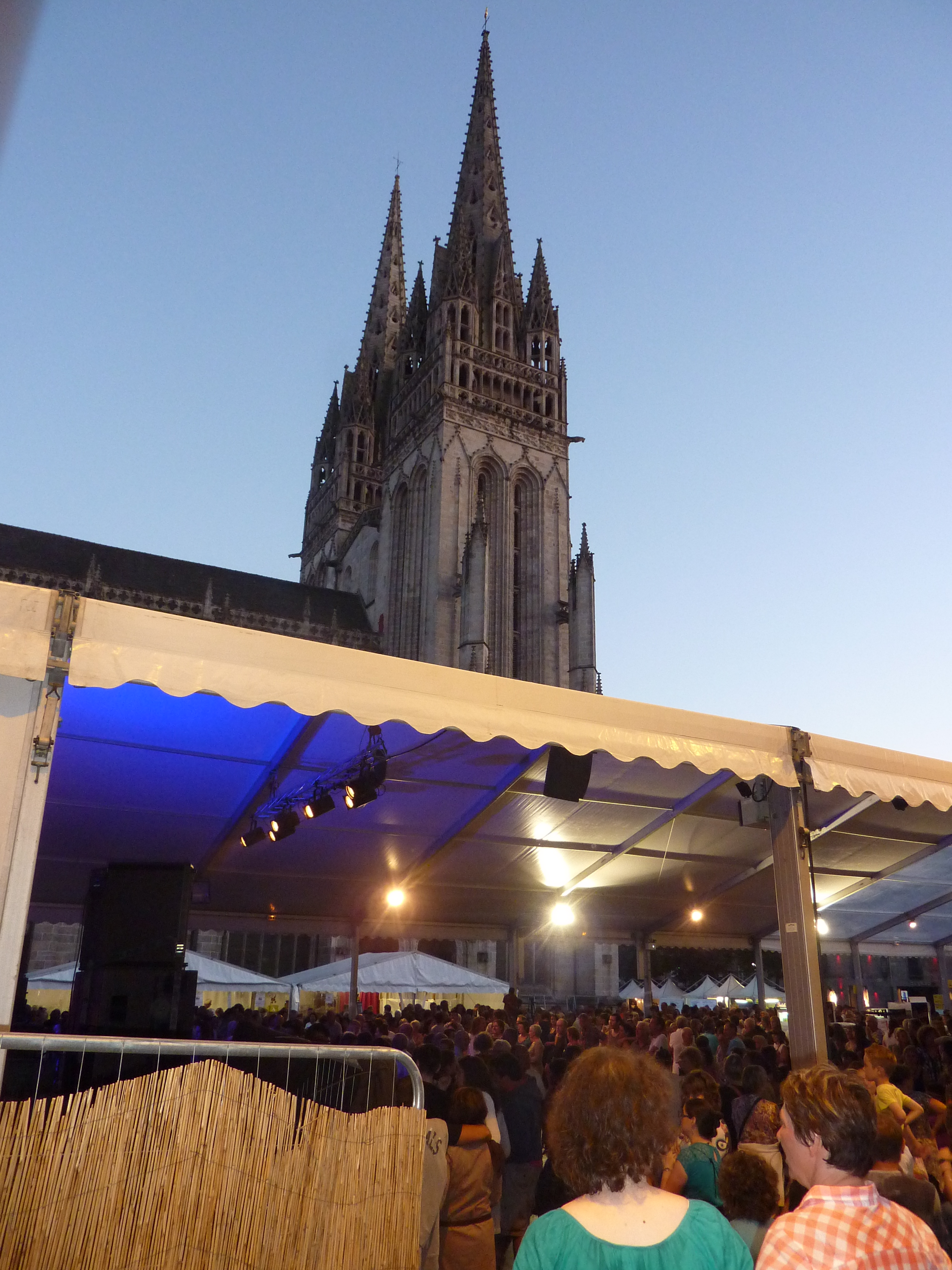
Le festival de Cornouaille place Saint-Corentin

Hermann Wolf, qui naît le 2 février 1904 à Quimper, est le descendant d'une famille de facteurs d'orgues d'origine suisse installée dans la capitale de la Cornouaille en 1899. Enfant il suit une formation de piano qu'il va parfaire ensuite chez Gaveau à Paris. La mort de son père en 1926 le contraint à revenir à Quimper, où il prend la direction de l'entreprise familiale de musique et instruments située place Saint-Corentin. Il n'a alors qu'une vingtaine d'années. L'affaire s'étend et se diversifie. Hermann assure la sonorisation des bals et fêtes de la région quimpéroise, dont la fête des Reines, qui annonce les futures fêtes de Cornouaille. Vers 1939, le magasin s'installe au 6, rue Astor, près des halles de Quimper pendant plus d'un demi-siècle. Hermann Wolf a servi d'intermédiaire à la marque Gramophone « La Voix de son maître » venue en 1932 réaliser une série d'enregistrements en Bretagne, qui se traduisent par la publication de vingt-sept 78 tours sous le titre général de « Le pardon de Notre-Dame du Folgoët ». En grand passionné de son, il s'intéresse aux systèmes enregistrements et possède avant 1939 son appareil de gravure de « disques souples » et dans les années 1950 un magnétophone à bande, l'un des premiers en Bretagne. En 1951, il se lance dans la publication de disques pour son propre compte. Il enregistre l'acteur Jean Deschamps récitant des extraits de Tristan Corbière accompagné de la chorale de Plonéour-Lanvern lors d'un spectacle estival le 18 août 1951, qui donne matière aux 3e et 4e disques présentés comme une « série spéciale ».

### La voix de la Bretagne

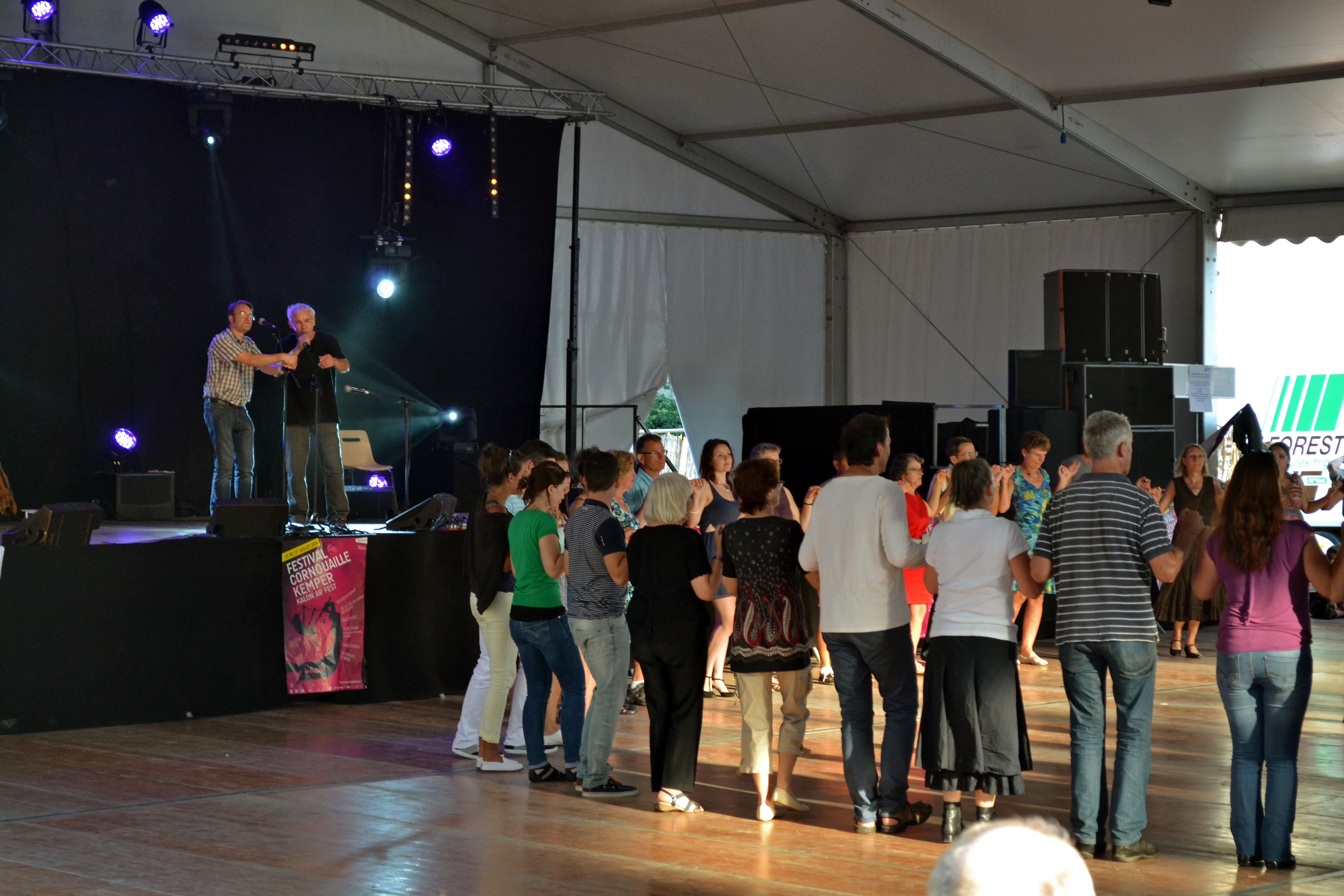
Kan ha diskan à Quimper

La production a débuté par des 78 tours (44 au total). Les cinq premiers paraissent fin 1950 sous le double label Mouez Breiz-Distribution Le chant du monde, dont ceux du chanteur Armand Haas. Jusqu'en 1954, trente-neuf 78 tours sont publiés : le chanteur de kan ha diskan Loeiz Ropars est le premier enregistré, suivi par des couples de sonneurs traditionnels (les frères Louet, Boissel/Le Roux, Guéguen/Hénaff) ou du renouveau (Polig Monjarret, Dorig Le Voyer, Youenn Gwernig), des chorales (Kanerien Bro Leon, maîtrise du petit séminaire de Sainte-Anne-d'Auray, chorale basque de Saint-Sébastien (Espagne) interprétant des chansons bretonnes), des bagadoù (Kevrenn C'hlazik, Koad-Serc'ho Morlaix, Moulin-Vert) et deux chanteuses, Zaïg Monjarret (1925-2000) et la jeune Éliane Pronost (1933-2007). La petite maison d'édition est la première à produire des enregistrements de musiciens et de chanteurs bretons directement en Bretagne. 
En 1953, le premier microsillon 33 tours breton est édité. Il s'agit de la chanteuse Zaïg Monjarret mais qu'Hermann décide de ne pas diffuser, déçu par la qualité des exemplaires. Le second est un enregistrement public du spectacle des fêtes de Cornouaille de 1953, où l'accent est mis sur le côté international. À partir de 1955, les 45 tours produits à grande échelle (pour une entreprise artisanale) sont dans la lignée des 78 tours, avec les mêmes noms mais aussi des nouveaux couples comme Étienne Rivoallan-Georges Cadoudal, le chanteur Yvon Le Marc'hadour et sa femme Madeleine chanteuse d'opéra.

### Les débuts du harpiste Alan Stivell
En 1959, Hermann Wolf est approché par un breton de Paris, Georges Cochevelou, qui lui propose d'enregistrer son fils accompagnant à la harpe une jeune chanteuse originaire de Pluguffan. Les quatre disques issus de cette collaboration sont les premiers d'Alan Cochevelou et d'Andrea Ar Gouilh (collection Chansons et mélodies de Bretagne) suivis de son premier 45 tours solo Musique gaélique en 1961. La première version de son 33 tours de harpe celtique d'Alan sort en 1964. En 1966, il le réédite en dessinant la pochette avec le titre en breton Telenn geltiek, mentionnant au verso « Alan Cochevelou dit Alan Stivell » sur un retirage du début des années 1970.

### Les fondements durevival
Hermann Wolf a été le premier éditeur d'un disque de kan ha diskan (concours de Loeiz Ropars à Poullaouen en 1954 et 1955) et des sœurs Goadec (Ar c'hoarezed Goadec) à la fin des années 1960. Il enregistre également des fest-noz, des championnats de sonneurs, les fêtes de Cornouaille.
Dans ces années 50 où les touristes sont demandeurs de ce qui symbolise la Bretagne, il cherche à enregistrer les chansons de Théodore Botrel. Il trouve Robert Perrin qui chante les textes sur quatre 45 tours et cinq 33 tours, disques les plus diffusés qui battent les records de tirage chez Mouez Breiz. En 1960, les compositeurs Michel Magne et Francis Lai enregistrent pour des projets respectifs (avec André Maurice et Robert Perrin). Dans les années 1960, moins de petits formats sont produits pour plus de 33 tours, parmi lesquels deux disques de Jef Le Penven, le premier 33 tours d'Alan Cochevelou et trois disques de kan ha diskan par Loeiz Ropars qui présentent les meilleurs chanteurs du revival des festoù-noz. Mouez Breiz produit aussi des disques de chorales bretonnes, profanes et religieuses, et de diverses autres musiques celtiques, notamment cornemuses écossaises (festival à Brest) ou harpes.

### Les dernières années
Au cours des années 1970, Mouez Breiz ne produit qu'une trentaine d'enregistrements, 45 tours et 33 tours à parts égales. Six cassettes sont également diffusées. Après la mort d'Hermann Wolf en août 1976, Jean Wolf succède à son père mais Mouez Breiz ne survivra pas. En effet, il est confronté à deux défis  : la reconstruction des halles de Quimper détruites par un incendie au cours de ce même été 1976 rendent difficile l'accès au magasin pendant trois ans et l'époque voit le début de la concurrence des grandes surfaces dans le commerce des disques. Par ailleurs, l'évolution des techniques exige des enregistrements en studio plus coûteux. Face à ces difficultés, Jean Wolf choisi donc de cesser toute production, paradoxalement au moment où la musique bretonne était à son apogée. Les dernières rééditions de disques sont faites en 1980 (les Sœurs Goadec, Ar Jentilez des Tregeriz), puis seuls des réassorts de cassettes sont effectuées. Le magasin Wolf ferme ses portes en 1991.

### Rééditions
En 2015 la maison de disque Keltia Musique, également située à Quimper, réédite des enregistrements du premier label de la ville, dans une collection de onze CD nommée Mouez breiz production - Mémoire Sonore de la musique Bretonne (l'invention du disque breton  1950-1976) : des vinyles sont numérisés tels que Fest-noz à Scrignac, Le Pardon des kan ha diskan, Festival des cornemuses de Brest, mais aussi les disques des sœurs Goadec, d’Éliane Pronost, des Kanerien Bro Leon, de Per Guillou et Yann Péron, des Tregeriz...

## Fonctionnement

### Production
Les moyens techniques sont artisanaux et la diffusion est pratiquement limitée au marché intérieur breton, avec des petits tirages. En effet, les enregistrements pouvaient se faire au domicile des Wolf (dans leur salle à manger, leur garage), au-dessus de la boutique rue Astor à Quimper, dans les églises (cathédrale Saint-Corentin, chapelle du Likès) ou en prise directe lors d’événements. À cette époque, les disques sont pressés par Pathé et les pochettes imprimées à Quimper, soit par l'imprimerie Bargain, soit par l'Imprimerie cornouaillaise. 

### Communication graphique
Environ soixante-dix pochettes des deux cent quatre-vingt disques sont diffusés sous une charte graphique identifiable grâce à une frise à l'irlandaise en deux couleurs qui borde le recto sur deux côtés. Dans l'angle qu'elle forme, une photo de l'artiste est insérée ou plus rarement une illustration générique. Polig Monjarret est l'auteur de cette frise entrelacée et probablement du logo, un animal (chien ou chèvre) jouant de la cornemuse inspiré des « sablières » d'églises bretonnes. 
Avec une production artisanale, pour réduire les coûts d'un tirage quadrichrome, la technique de l'époque permettait de varier la présentation des disques en jouant sur les deux couleurs de la frise. Ces frises étaient imprimées en grand nombre d'exemplaires et conservées à l'imprimerie Bargain à Quimper. Lors d'un retirage (en général 100 ou 200 pochettes), Edgard Bargain, l'imprimeur, se servait dans ce stock et ne tirait que les éléments en noir. Cette façon de procéder par retirage en petite quantité permettait aussi, quand l'occasion se présentait, de modifier facilement la photo de l'artiste (cf. Éliane Pronost). Cette maquette, abandonnée à partir de 1961, sera pourtant réhabilité en 1964 pour deux 33 tours 25 cm, puis en 1969 pour deux 45 tours de François Le Berre et Andew Mahoux et enfin en 1970 pour les 30 cm de Robert Perrin. Des maquettes à base d'une grande photo et d'un ou deux aplats sont utilisés dès les premières années, de manière systématique pour les séries (Moulin-Vert, tralalalaleno, Sonneurs de Brest...).
L'édition de disques de grands formats a permis la réalisation de pochettes plus ambitieuses. C'est au sein du milieu des folkloristes bretons qu'Hermann Wolf trouve son premier illustrateur, René-Yves Creston. Il apporte sa touche sur neuf 33 tours de 1958 à 1960 et un décor de 45 tours utilisé à six reprises. Cette année-là, Hermann fait appel à un jeune artiste quimpérois issu de l'école des Beaux-arts, Mikel Chaussepied, rejoint ensuite par son ami des beaux-arts Moarch Eveno. À partir des années 1960, la quadrichromie est utilisée, pour le disque du bagad Kemper par exemple (Kevrenn C'hlazig).

## Quelques artistes produits
- Alan Stivell
- Andrea Ar Gouilh
- Anjela Duval
- Bagad Kemper
- Dorig Le Voyer
- Éliane Pronost
- Les frères Louet
- Gérard Pondaven
- Hervé Le Meur
- Jean-Marie Hénaff
- Jef Le Penven
- Loeiz Roparz
- Louis Guéguen
- Pierre-Jakez Hélias
- Polig Monjarret
- Robert Perrin chante Théodore Botrel
- Sœurs Goadec
- Youenn Gwernig